# Хлобыстов, Алексей Степанович
Алексе́й Степа́нович Хло́быстов (23 февраля 1918 — 13 декабря 1943) — лётчик-истребитель, гвардии капитан, Герой Советского Союза.
Один из двух советских лётчиков (наряду с Н. В. Терёхиным), трижды совершивших воздушный таран, причем два тарана — в одном бою.

## Биография
Родился 23 февраля 1918 года в селе Захарово. Русский.
Окончил 7 классов и Ухтомский аэроклуб. Работал электромонтёром на Карачаровском механическом заводе, затем в НИИ металлургического машиностроения в Москве.
В Красной Армии с 1939 года. В 1941 году окончил Качинскую военную авиационную школу пилотов. Член ВКП(б)/КПСС с 1942 года.
Великая Отечественная война
На фронтах Великой Отечественной войны с первого дня. Воевал на Карельском перешейке. Свой боевой счёт открыл 28 июня 1941 года, уничтожив пикирующий бомбардировщик Ju-87. Осенью 1941 года в воздушном бою сбил свой четвёртый самолёт, но и сам был вынужден сесть на верхушки сосен. Месяц лежал в госпитале. Награждён орденом Красного Знамени. Потом воевал на Волховском фронте.
В январе 1942 года прибыл в 147-й истребительный авиационный полк Карельского фронта, базировавшийся в поселке Мурмаши Мурманской области. Был зачислен в эскадрилью «Комсомолец Заполярья», созданную на средства, собранные тружениками Мурманской области.
8 апреля 1942 года в групповом бою сбил три самолёта противника: один — пулемётным огнём, два — применив таран, после чего смог посадить машину на родном аэродроме.
14 мая 1942 года совершил третий таран. Раненый в первые минуты боя Хлобыстов направил свой горящий самолёт на Me-109, а сам сумел выброситься с парашютом.
Указом Президиума Верховного Совета СССР «О присвоении звания Героя Советского Союза начальствующему составу Военно-воздушных сил Красной Армии» от 6 июня 1942 года за «образцовое выполнение боевых заданий командования на фронте борьбы с немецкими захватчиками и проявленные при этом отвагу и геройство» удостоен звания Героя Советского Союза с вручением ордена Ленина и медали «Золотая Звезда».
О присвоении звания Героя Советского Союза узнал в госпитале.
Обстоятельства гибели
К моменту совершил 335 боевых вылетов, сбил 7 самолётов противника лично и 24 в групповом бою.
Погиб 13 декабря 1943 года на самолёте P-40, вылетев на боевое задание в паре с ведомым Александром Колегаевым. По одной версии — погиб в воздушном бою. По другой, основанной на показаниях пленного немецкого пилота, командира 9-го отряда 5-й истребительной эскадры гауптмана Ганса Германа Шмидта, самолёты Хлобыстова и Колегаева случайно столкнулись в воздухе над немецкой территорией. Оба лётчика управляли американскими истребителями P-40 («Киттихоук»). Для Колегаева это был один из первых вылетов, возможно, столкновение произошло по его вине.
Самолёты Хлобыстова и Колегаева были найдены летом 2009 года по разные стороны Печенгского шоссе, как раз в том районе. Несколько лет ушло у поисковиков на сбор всех обломков самолётов и человеческих костей (причём возле самолёта Колегаева останков не было найдено вообще). Принадлежность машин определили по заводским номерам (у Хлобыстова — 1134).
На сбор всех фрагментов и работу с архивами у поисковиков из отряда «Икар» (Заозёрск, Мурманская область) ушло 4 года. 22 октября 2013 года останки А. С. Хлобыстова торжественно захоронили на воинском кладбище в Мурмашах, где похоронены многие его однополчане.

## Память

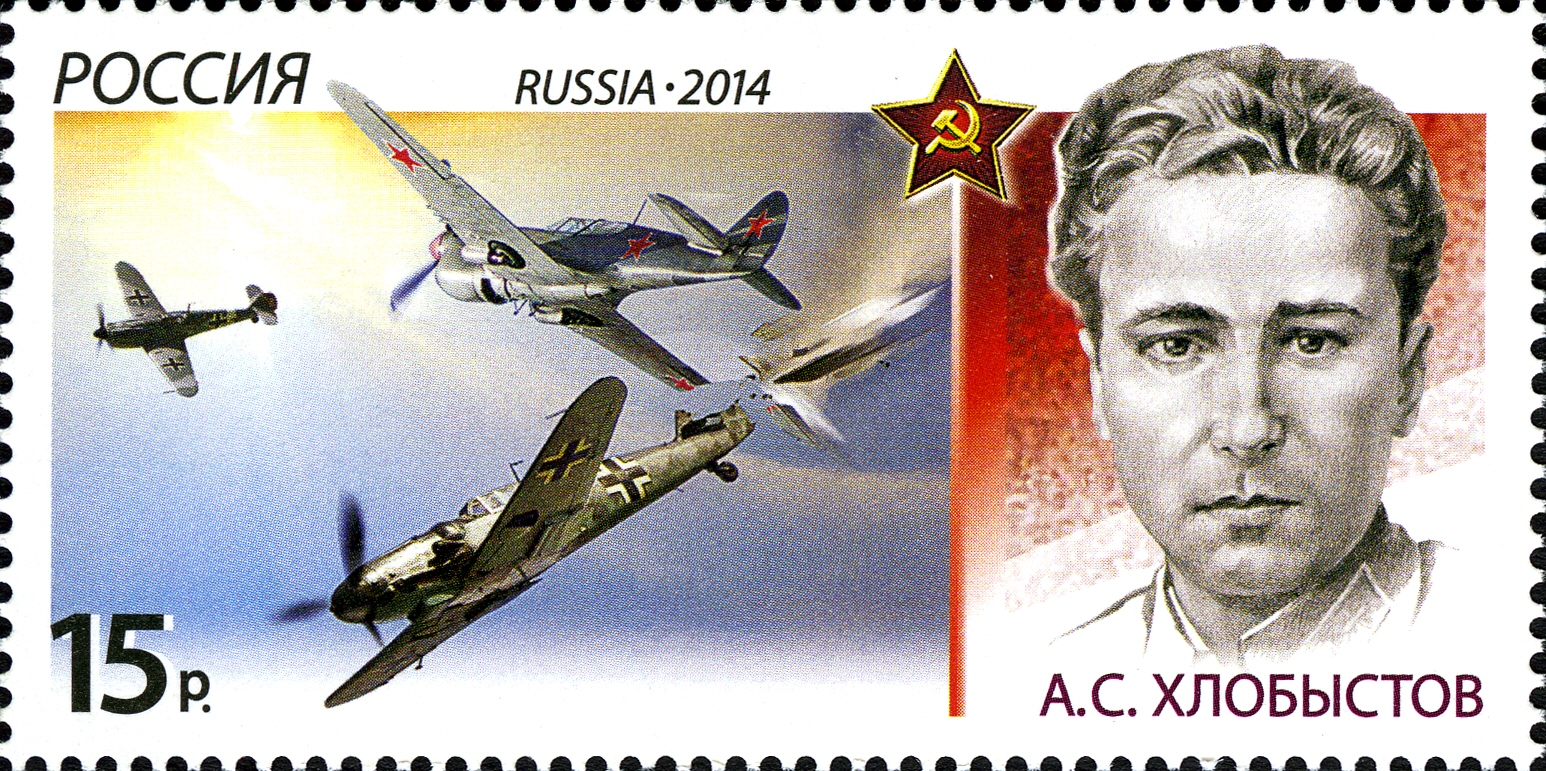
Почтовая марка России 2014 года

- Его именем названы улицы в Москве, Мурманске и в районном селе Захарово Рязанской области. На московской улице Хлобыстова в 1995 году установлен памятник, а на мурманской улице Хлобыстова мемориальная доска. Также имя А. С. Хлобыстова носит Московская средняя школа № 329.
- На территории НИИ в Москве, где работал Хлобыстов, установлен бюст; мемориальная доска — в цехе Карачаровского завода.
- В поселке Килпъявр Мурманской области, где в период войны базировалась часть, в которой служил А. С. Хлобыстов, имя лётчика носит средняя школа.